# Linda Andrews

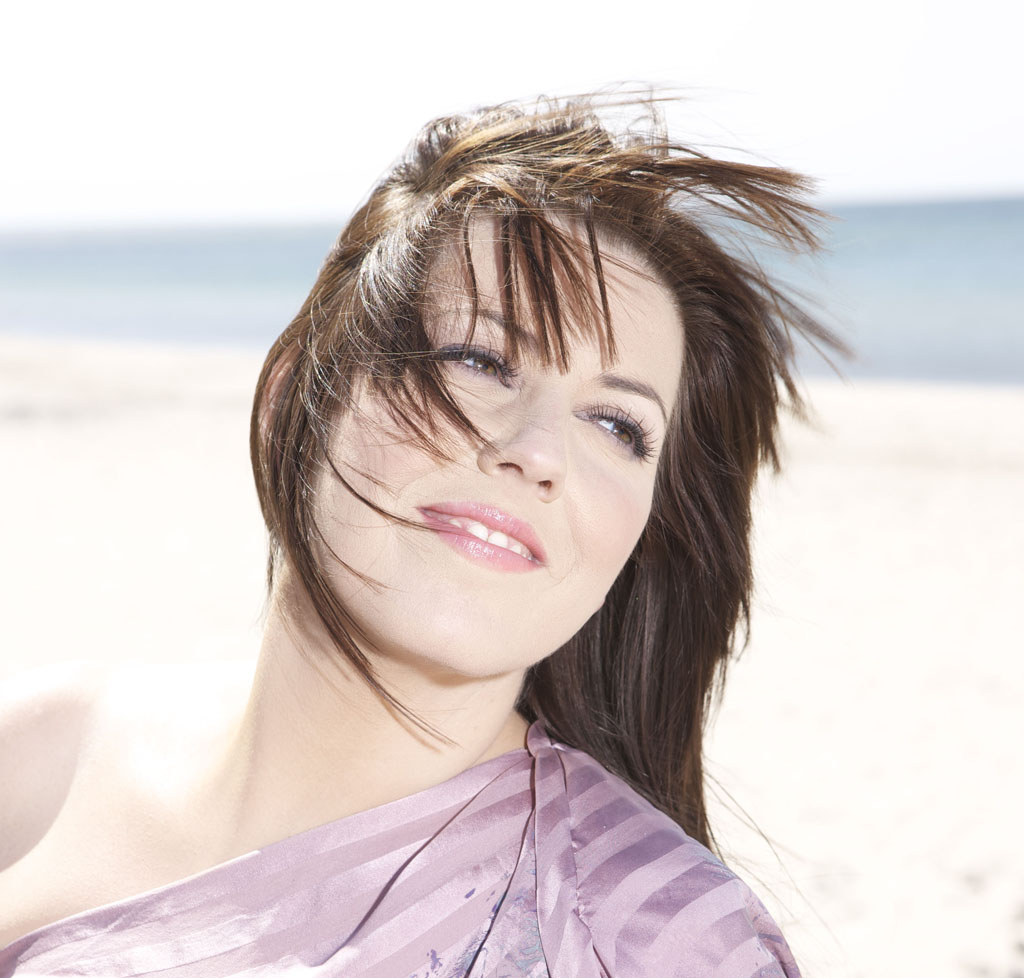
Linda Andrews

Linda Andrews (* 19. Oktober 1973 in Tórshavn, Färöer als Linda Andreasen) ist eine färöische Gospelsängerin. Sie wurde 2009 in Dänemark bekannt, wo sie die Castingshow X-Factor gewann.

## Leben
Linda Andreasen hat vier ältere Geschwister. Als 14-Jährige ging sie zur Schule nach Mariager in Dänemark. Nach der zehnten Klasse kehrte sie auf die Färöer zurück, wo sie eine Handelsschulausbildung absolvierte. Mit 21 zog sie wieder nach Kopenhagen, um dort mit ihren ehemaligen Schulkameraden Musik zu machen. Sie war unter anderem Chorsängerin bei Johnny Logan und Carola Häggkvist.
Sie leitet im Raum Kopenhagen vier Gospelchöre und hat 2008 eine CD mit christlicher Musik herausgegeben. Im selben Jahr trat sie auch auf dem Summarfestivalur auf den Färöern auf, wodurch sie erstmals einem breiteren Publikum bekannt wurde. Daraufhin wurde sie von der Zeitung Sosialurin zur besten färöischen Vokalistin 2008 nominiert.
Bei der zweiten Staffel der dänischen Castingshow X-Factor von Danmarks Radio 2009 war Linda Andrews eher eine Geheimfavoritin, konnte sich aber in allen Abstimmungen behaupten, ohne je in die Gefahrenzone zu gelangen. Sie war eine der drei Vertreterinnen in der Gruppe der über 25-Jährigen. Ihre Mentorin in der Show war das Jurymitglied Lina Rafn.
Am 27. März gewann Linda die Show und damit einen Plattenvertrag im Wert von 150.000 Euro. Die Sendung wurde von etwa 2,3 Millionen Zuschauern verfolgt (40 % der dänischen Bevölkerung). Das ist ein nationaler Zuschauerrekord seit dem Eurovision Song Contest 2001 aus Dänemark.

## Diskografie

### Alben
- Revealation. Gospel, Pop – 2008 (solo)

### Singles
- Det bedste til sidst – 2009